# David Busienei
David Busienei (David Kiptum Busienei; * 22. Dezember 1974) ist ein ehemaliger kenianischer Marathonläufer.
1998 gewann er den Halbmarathon Le Lion, und 1999 wurde er Zweiter beim Valle-dei-Laghi-Halbmarathon.
2000 wurde er Fünfter beim Boston-Marathon und Dritter beim Amsterdam-Marathon, 2001 Vierter in Boston und Neunter beim Venedig-Marathon. 2002 folgte einem 13. Platz in Boston ein zweiter Platz beim San-Sebastián-Marathon. 2003 wurde er Achter in Boston.

## Bestzeiten
- 10.000 m: 28:27,4 min, 20. Juli 2000, Nairobi
- Halbmarathon: 1:00:54 h, 4. Oktober 1998, Montbéliard
- Marathon: 2:09:58 h, 24. November 2002, Donostia-San Sebastián